# Kanton La Ferté-Frênel
Der Kanton La Ferté-Frênel war von 1801 bis 2015 ein französischer Wahlkreis im Arrondissement Argentan, im Département Orne und in der Region Normandie; sein Hauptort war La Ferté-Frênel. Der Kanton La Ferté-Frênel war 205,00 km² groß und hatte (1999) 4011 Einwohner, was einer Bevölkerungsdichte von 19 Einwohnern pro km² entsprach. Er lag im Mittel 249 Meter über dem Meeresspiegel, zwischen 189 Meter in Anceins und 331 Meter in Saint-Evroult-Notre-Dame-du-Bois.

## Gemeinden
Der Kanton bestand aus 14 Gemeinden:
| Gemeinde                         | Einwohner Jahr | Fläche km² | Bevölkerungsdichte | Code INSEE | Postleitzahl |
| -------------------------------- | -------------- | ---------- | ------------------ | ---------- | ------------ |
| Anceins                          | 223 (2013)     | –          | – Einw./km²        | 61003      | 61550        |
| Bocquencé                        | 146 (2013)     | –          | – Einw./km²        | 61047      | 61550        |
| Couvains                         | 176 (2013)     | –          | – Einw./km²        | 61136      | 61550        |
| La Ferté-en-Ouche                | 3.234 (2013)   | –          | – Einw./km²        | 61167      | 61550        |
| Gauville                         | 593 (2013)     | –          | – Einw./km²        | 61184      | 61550        |
| Glos-la-Ferrière                 | 544 (2013)     | –          | – Einw./km²        | 61191      | 61550        |
| La Gonfrière                     | 300 (2013)     | –          | – Einw./km²        | 61193      | 61550        |
| Heugon                           | 240 (2013)     | –          | – Einw./km²        | 61205      | 61470        |
| Monnai                           | 236 (2013)     | –          | – Einw./km²        | 61282      | 61470        |
| Saint-Evroult-Notre-Dame-du-Bois | 457 (2013)     | –          | – Einw./km²        | 61386      | 61550        |
| Saint-Nicolas-des-Laitiers       | 87 (2013)      | –          | – Einw./km²        | 61434      | 61550        |
| Saint-Nicolas-de-Sommaire        | 263 (2013)     | –          | – Einw./km²        | 61435      | 61550        |
| Touquettes                       | 80 (2013)      | –          | – Einw./km²        | 61488      | 61550        |
| Villers-en-Ouche                 | 347 (2013)     | –          | – Einw./km²        | 61506      | 61550        |

## Bevölkerungsentwicklung
| 1962 | 1968 | 1975 | 1982 | 1990 | 1999 | 2006 |
| ---- | ---- | ---- | ---- | ---- | ---- | ---- |
| 3603 | 4066 | 3642 | 3718 | 3758 | 3964 | 4327 |